# Шакирова, Рената Мухаметовна
Рената Мухаметовна Шакирова (род. 5 апреля 1995 года, Ташкент, Узбекистан) — российская артистка балета, прима-балерина Мариинского театра. Лауреат высшей театральной премии Санкт-Петербурга «Золотой софит» (2024), лауреат премии Союза театральных деятелей России за значительный вклад в развитие музыкального театра (2024) и премии Президента Российской Федерации для молодых деятелей культуры (2025).

## Биография
Родилась 5 апреля 1995 года в столице Узбекистана Ташкенте. В 4-летнем возрасте переехала с семьёй в город Стерлитамак Республики Башкортостан и вскоре начала заниматься танцами в местном театре-студии «Солнышко», а позже в Башкирском хореографическом колледже имени Рудольфа Нуреева.
В 2005 году поступила в Академию русского балета имени А. Я. Вагановой. Первым педагогом была Галина Еникеева, а спустя 4 года принята в класс Татьяны Удаленковой. Являясь студенткой Академии, участвовала в спектаклях Мариинского театра, а также ездила с театром на гастроли. Принимала участие в проекте «Большой балет» на телеканале «Культура», став обладательницей Гран-при проекта. После окончания Академии в 2015 принята в труппу Мариинского театра в качестве артистки кордебалета, но уже в том году получила главную роль Китри в балете «Дон Кихот».
В первые же годы работы в Мариинском театре артистка получала главные роли и сольные партии во многих балетах: «Щелкунчик», «Ромео и Джульетта», «Медный всадник», «Каменный цветок», «Дон Кихот», «Драгоценности», «Легенда о любви» и других.

Работоспособность, харизматичность и талант Ренаты Шакировой обратили на себя внимание профессионалов и любителей балета еще в годы ее учебы в Академии Русского балета имени Вагановой: будучи студенткой, она исполнила несколько сольных партий в спектаклях Мариинского театра и даже принимала участие в ответственных гастролях балетной труппы.

Рената Шакирова — балерина с широким спектром технических и актерских возможностей. Она — и харизматичная Китри в «Дон Кихоте», и свободолюбивая Кармен в «Кармен-сюите», и яркий «Рубин» в балете Джорджа Баланчина. Так же интересна ее интерпретация и лирических ролей — порывистая Джульетта, мечтательная Маша в «Щелкунчике», нежная Ширин в «Легенде о любви».— Мариинский театр о Ренате Шакировой
7 марта 2024 года после балета «Шурале» Рената Шакирова была объявлена прима-балериной Мариинского театра.
В том же году артистка стала лауреатом сразу двух театральных премий: «Золотой софит» в номинации «Лучшая женская роль в балетном спектакле» за роль Анюты в одноимённом балете и премии Союза театральных деятелей России за значительный вклад в развитие музыкального театра..

## Репертуар
| Балет                   | Партия                                                      | Хореография                            | Редакция                              |
| ----------------------- | ----------------------------------------------------------- | -------------------------------------- | ------------------------------------- |
| «Жизель»                | Жизель, классический дуэт                                   | Жан Коралли, Жюль Перро, Мариус Петипа |                                       |
| «Дочь фараона»          | Рамзея                                                      | Мариус Петипа                          | Тони Канделоро                        |
| «Спящая красавица»      | Принцесса Аврора, принцесса Флорина                         | Мариус Петипа                          | Константин Сергеев                    |
| «Лебединое озеро»       | Одетта-Одиллия, друзья принца, маленькие лебеди, два лебедя | Мариус Петипа, Лев Иванов              | Константин Сергеев                    |
| «Баядерка»              | Никия, трио теней                                           | Мариус Петипа                          | Владимир Пономарёв, Вахтанг Чабукиани |
| «Раймонда»              | Генриетта, вариация в Гран-па                               | Мариус Петипа, Лев Иванов              | Константин Сергеев                    |
| «Дон Кихот»             | Китри, Амур, цветочницы, вариация                           | Александр Горский                      |                                       |
| «Корсар»                | Гюльнара, одалиски                                          | Мариус Петипа                          | Пётр Гусев                            |
| «Карнавал»              | Бабочка                                                     | Михаил Фокин                           |                                       |
| «Петрушка»              | Балерина                                                    | Михаил Фокин                           |                                       |
| «Эсмеральда»            | па-де-де Дианы и Актеона                                    | Агриппина Ваганова                     |                                       |
| «Щелкунчик»             | Маша                                                        | Василий Вайнонен                       |                                       |
| «Драгоценности»         | рубины                                                      | Джордж Баланчин                        |                                       |
| «Аполлон»               | Полигимния, Каллиопа                                        | Джордж Баланчин                        |                                       |
| «Сон в летнюю ночь»     | Па-де-де из 2-го действия                                   | Джордж Баланчин                        |                                       |
| «Симфония до-мажор»     | Аллегро виво, Аллегро виваче                                | Джордж Баланчин                        |                                       |
| «Ромео и Джульетта»     | Джульетта, сверстница Джульетты                             | Леонид Лавровский                      |                                       |
| «Спартак»               | Эгина                                                       | Леонид Якобсон                         |                                       |
| «Шурале»                | Сюимбике                                                    | Леонид Якобсон                         |                                       |
| «Каменный цветок»       | Катерина, Хозяйка Медной горы                               | Юрий Григорович                        |                                       |
| «Легенда о любви»       | Ширин, танец золота                                         | Юрий Григорович                        |                                       |
| «Кармен-сюита»          | Кармен                                                      | Альберто Алонсо                        |                                       |
| «Адажио Хаммерклавир»   |                                                             | Ханс ван Манен                         |                                       |
| «Анюта»                 | Анюта                                                       | Владимир Васильев                      |                                       |
| «Щелкунчик»             | Маша                                                        | Кирилл Симонов                         | Михаил Шемякин                        |
| «Конёк-Горбунок»        | Царь-девица                                                 | Александр Горский                      |                                       |
| «Золушка»               | Золушка                                                     | Ростислав Захаров                      |                                       |
| «Лунный Пьеро»          |                                                             | Глен Тетли                             |                                       |
| «Семь сонат»            |                                                             | Алексей Ратманский                     |                                       |
| «Бемби»                 | Бабочка                                                     | Антон Пимонов                          |                                       |
| «Скрипичный концерт №2» |                                                             | Антон Пимонов                          |                                       |
| «Медный всадник»        | Параша                                                      | Юрий Смекалов                          |                                       |
| «Пахита»                | Пахита, Кардуча                                             | Юрий Смекалов                          |                                       |
| «Пульчинелла»           | Пимпинелла                                                  | Илья Живой                             |                                       |
| «Русские тупики — II»   |                                                             | Максим Петров                          |                                       |
| «Поцелуй Феи»           | Фея III, невеста                                            | Максим Петров                          |                                       |
| «Коппелия»              | Сванильда                                                   | Александр Сергеев                      |                                       |
| «Двенадцать»            | Катька                                                      | Александр Сергеев                      |                                       |
| «Чудесный мандарин»     | Девушка                                                     | Юрий Посохов                           |                                       |
| «Корсар»                | Медора                                                      | Эльдар Алиев                           |                                       |
| «Щелкунчик»             | фея Драже                                                   | Эльдар Алиев                           |                                       |
| «Тысяча и одна ночь»    | Шехерезада, Нурида                                          | Эльдар Алиев                           |                                       |

## Фильмография
- 2017: Щелкунчик (фильм-балет, Россия)[8].

## Награды и премии
- 2016: обладательница Гран-при проекта «Большой балет» на телеканале «Культура» (в паре с Ким Кимином)
- 2024: Лауреат высшей театральной премии Санкт-Петербурга «Золотой софит» в номинации «Лучшая женская роль в балетном спектакле» в 2024 году (за роль Анюты в одноимённом балете).
- 2024: Лауреат премии Союза театральных деятелей России за значительный вклад в развитие музыкального театра.[1].
- 2025: Лауреат Премии Президента Российской Федерации для молодых деятелей культуры — за сохранение и приумножение традиций отечественного хореографического искусства, вклад в популяризацию русского искусства[9].
- 2025: Лауреат премии «Бенуа де ля данс» в номинации «Лучшая танцовщица» за роль Сванильды в балете «Коппелия» Лео Делиба в хореографии Александра Сергеева[10].